# Бехистунская надпись

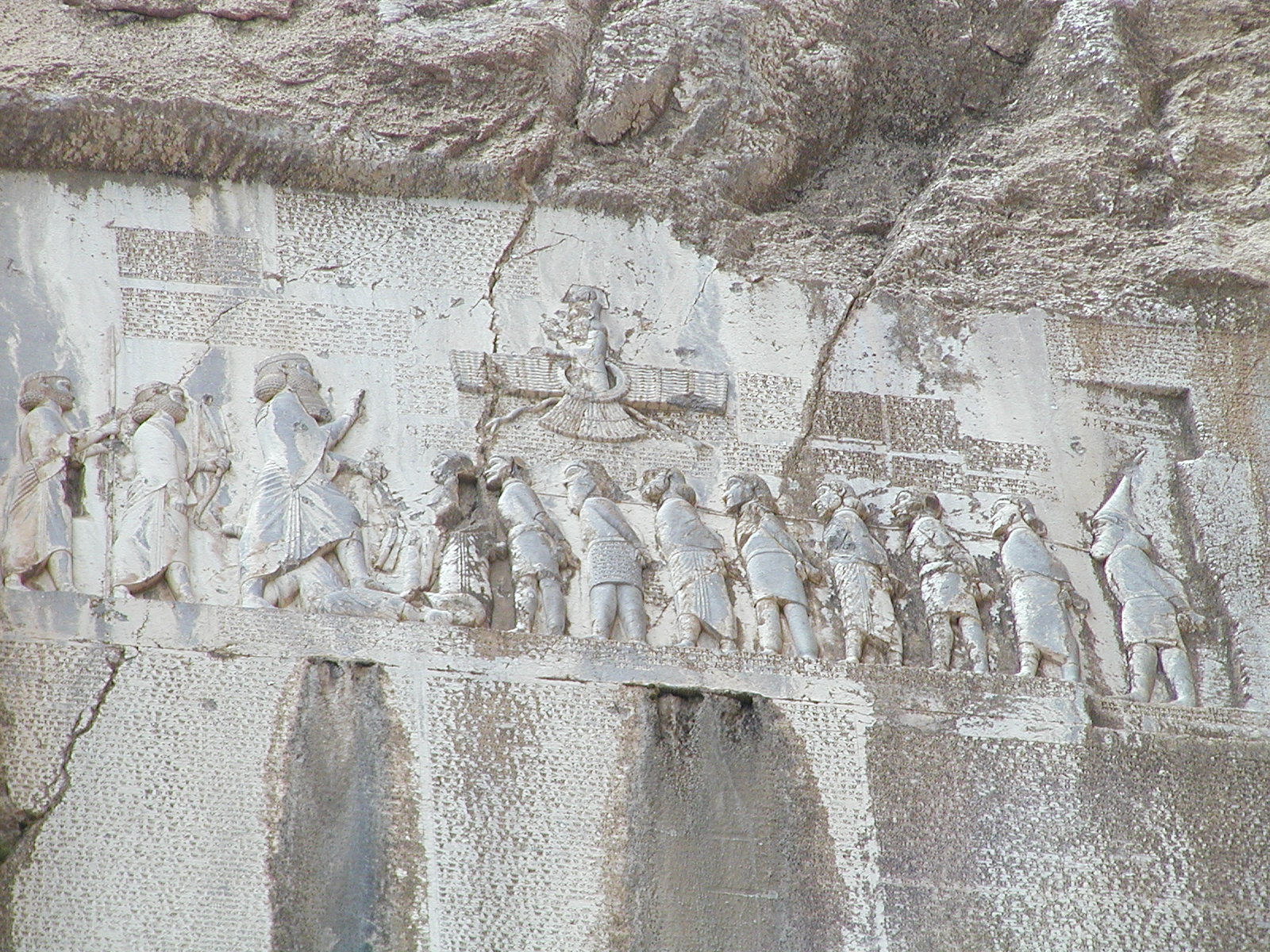
Бехистунская надпись

Бехистунская надпись — трёхъязычный (древнеперсидский, эламский и аккадский) клинописный текст на скале Бехистун (Бисутун), юго-западнее Экбатан между Керманшахом и Хамаданом в Иране, высеченный по приказу царя Дария I о событиях 523—521 гг. до н. э. Самая важная по значению из надписей ахеменидских царей и один из крупнейших эпиграфических памятников древности. Прочтён (в основном) в 30—40-х гг. XIX века английским учёным Генри Роулинсоном, что положило начало дешифровке клинописного письма многих народов древнего Востока.

## Внешний вид

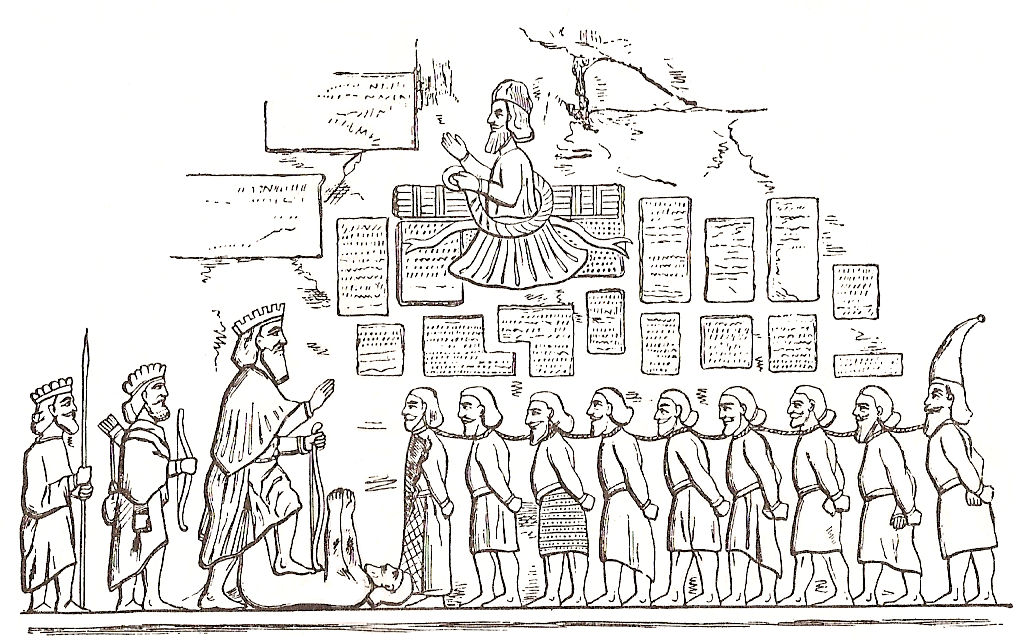
Прорисовка Бехистунского рельефа, изображающего триумф Дария над магом Гауматой (Лжебардией) и мятежными «царями». Конец VI в. до н. э.
Персидский царь попирает ногой поверженного Гаумату, перед ним просят пощады девять побеждённых вождей мятежников, за спиной царя — телохранитель и воин из отряда «бессмертных».

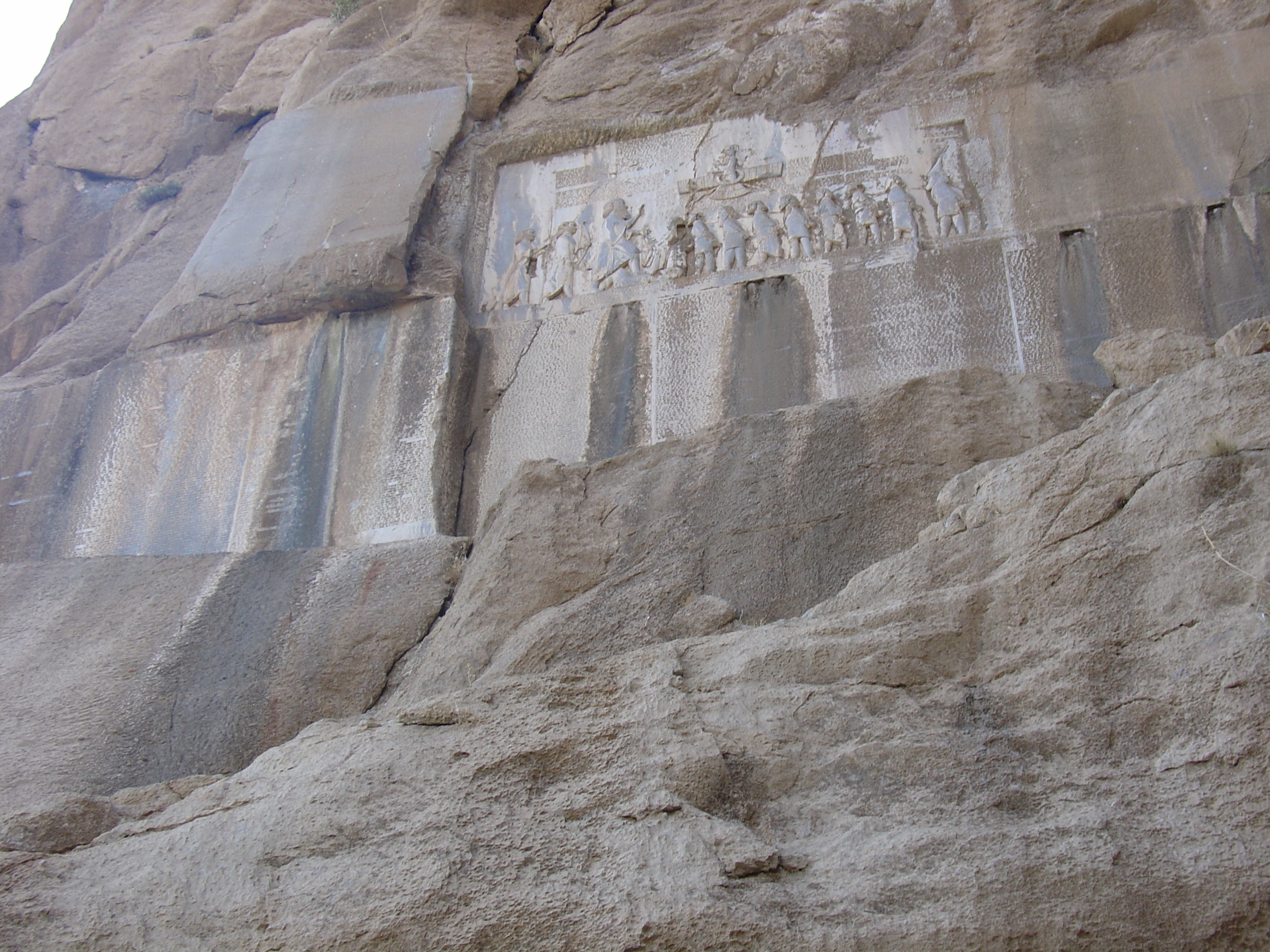
Барельеф со столбцами надписи

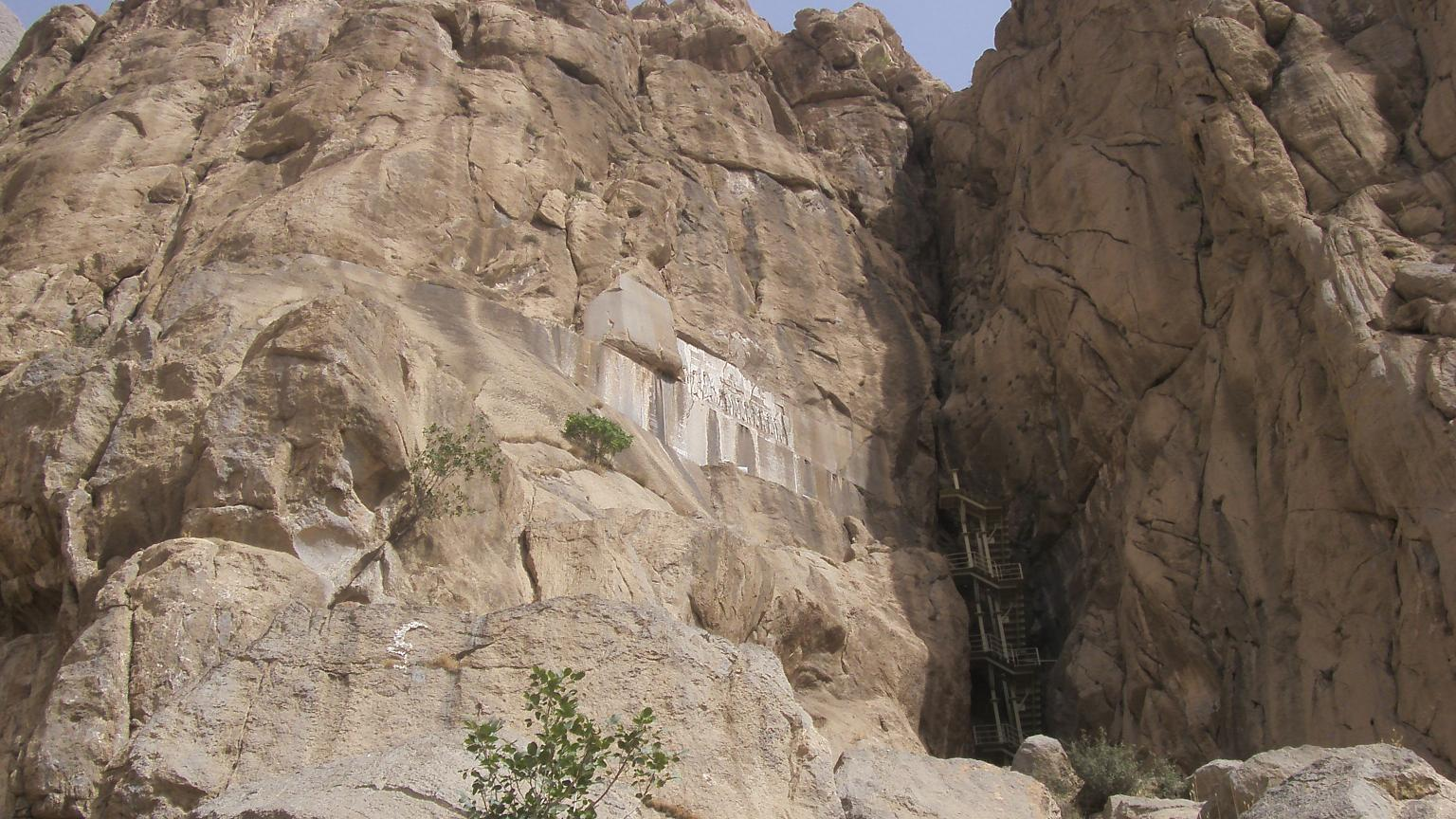
Положение надписи на скале с современной винтовой лестницей к ней

Надпись высечена на территории древней Мидии на высоте 105 метров от дороги, соединявшей Вавилон и Экбатаны. Размеры надписи составляют около 7 метров в высоту и 22 метра в ширину. Барельеф изображает Дария под покровительством бога Ахурамазды, встречающего своих побеждённых врагов. Скала ниже надписей была обрублена вертикально в целях сохранности, чтобы сделать её почти недоступной.
Текст состоит из 4 столбцов, написанных на трёх языках (древнеперсидском, эламском и вавилонском) и датируемых 521—520 гг. до н. э., и 5 столбца, написанного только на древнеперсидском языке и являющегося позднейшим добавлением. К Бехистунской надписи относятся первое (по датировке сохранившегося оригинала) упоминание Ахурамазды и самое раннее из известных изображений этого бога. Сведения о перевороте «мага Гауматы» и о свержении Гауматы Дарием I, содержащиеся в надписи, существенно дополняют рассказ Геродота об этих же событиях.
Над текстами помещён рельеф: бог Ахурамазда, протягивая левую руку к Дарию, символически вручает ему царскую власть, а поднятой правой рукой благословляет царя. Дарий изображён в натуральную величину в царской короне. Правая рука его в молитвенном жесте простёрта к Ахурамазде, левой он опирается на лук. Левой ногой Дарий попирает поверженного мага Гаумату, захватившего престол ещё при жизни Камбиса. За Гауматой изображены ещё восемь мятежников, поднявших восстание при восшествии Дария на трон, и непокорный вождь сакского племени тиграхауда Скунха. Руки пленников связаны за спиной, они скованы одной длинной цепью. За спиной Дария — двое его воинов, копьеносец Гобрий и лучник Аспатин. По сторонам рельефа тянутся колонки текста.
Увидеть надписи и рельефы сегодня можно только издали — рассмотреть их с близкого расстояния невозможно. Более 2500 лет назад древние скульпторы, закончив работу, спустились вниз и разрушили за собой каменные ступени, чтобы исключить всякую возможность вновь подняться к памятнику. Возможно, именно благодаря этому Бехистунская надпись сохранилась до наших дней относительно хорошо. Это же обстоятельство имело и другой оборот: через сравнительно короткое время люди забыли, что здесь изображено. Уже древнегреческий врач и географ Ктесий, на рубеже V и IV вв. до н. э. живший при персидском дворе, называл Бехистунский рельеф памятником вавилонской царице Семирамиде.

## Содержание надписи
«Говорит царь Дарий I: некто именем Камбис, сын Кира, из нашего рода, был здесь царём. Этот Камбис имел брата, по имени Бардия, от одного отца и одной матери. Камбис убил этого Бардию. Когда Камбис умертвил Бардию, народу было неизвестно, что Бардия убит. Затем Камбис пошёл в Египет. Когда Камбис пошёл в Египет, народ возмутился, ложь распространилась в стране, как в Персии, так и в Мидии, ровно как и в прочих странах. Был человек, маг, по имени Гаумата, возмутившийся в Пишиявада, у горы Аракадриш; оттуда он начал бунт. В месяце виякне, 14 числа (11 марта 522 года до н. э.) он возмутился. Народу он лгал, говоря: „Я — Бардия, сын Кира, брат Камбиса“. Тогда весь народ отпал от Камбиса к нему, и Персия, и Мидия, и прочие страны. Он захватил власть; это было 9 гармапада (2 апреля). Тогда Камбис умер, умертвив себя… Эта власть, которую маг Гаумата исторг у Камбиса, издревле принадлежала нашему роду. Затем Гаумата отнял у Камбиса и Персию, и Мидию, и прочие страны; он присвоил их себе и стал царём. Не было ни одного человека, ни перса, ни мидянина, ни из нашего рода, который бы отнял власть у этого мага Гауматы. Люди весьма боялись его: он мог казнить многих людей, которые некогда знали Бардию, чтобы они не узнали, что он не Бардия, сын Кира. Никто не осмеливался что-либо сказать о Гаумате-маге, пока я не прибыл. Тогда я помолился Ахурамазде о помощи. Ахурамазда послал мне помощь. В месяце багаядише, 10 числа (29 сентября 522 года до н. э.), я с немногими людьми, погубил этого Гаумату и его знатнейших приверженцев. Есть крепость Сикаяуватиш, в области, именуемой Нисая, в Мидии, — там погубил я его и исторг у него власть. Волей Ахурамазды я стал царём; Ахурамазда вручил мне царство. Власть, отнятую у нашего рода, я вернул и поставил её на надлежащее место, как было раньше. Храмы, разрушенные магом, я возобновил, народу выгоды, стада и жилища — дома, отнятые Гауматой, я возвратил, Я вернул народу его прежнее положение, как в Персии, так и в Мидии, так и в прочих странах. Я вернул, что было отнято. Волею Ахурамазды я всё это совершил. Я трудился, чтобы вернуть нашему дому его прежнее положение, как было издревле, я старался (проложить) по воле Ахурамазды, как если бы Гаумата не устранял нашего дома».

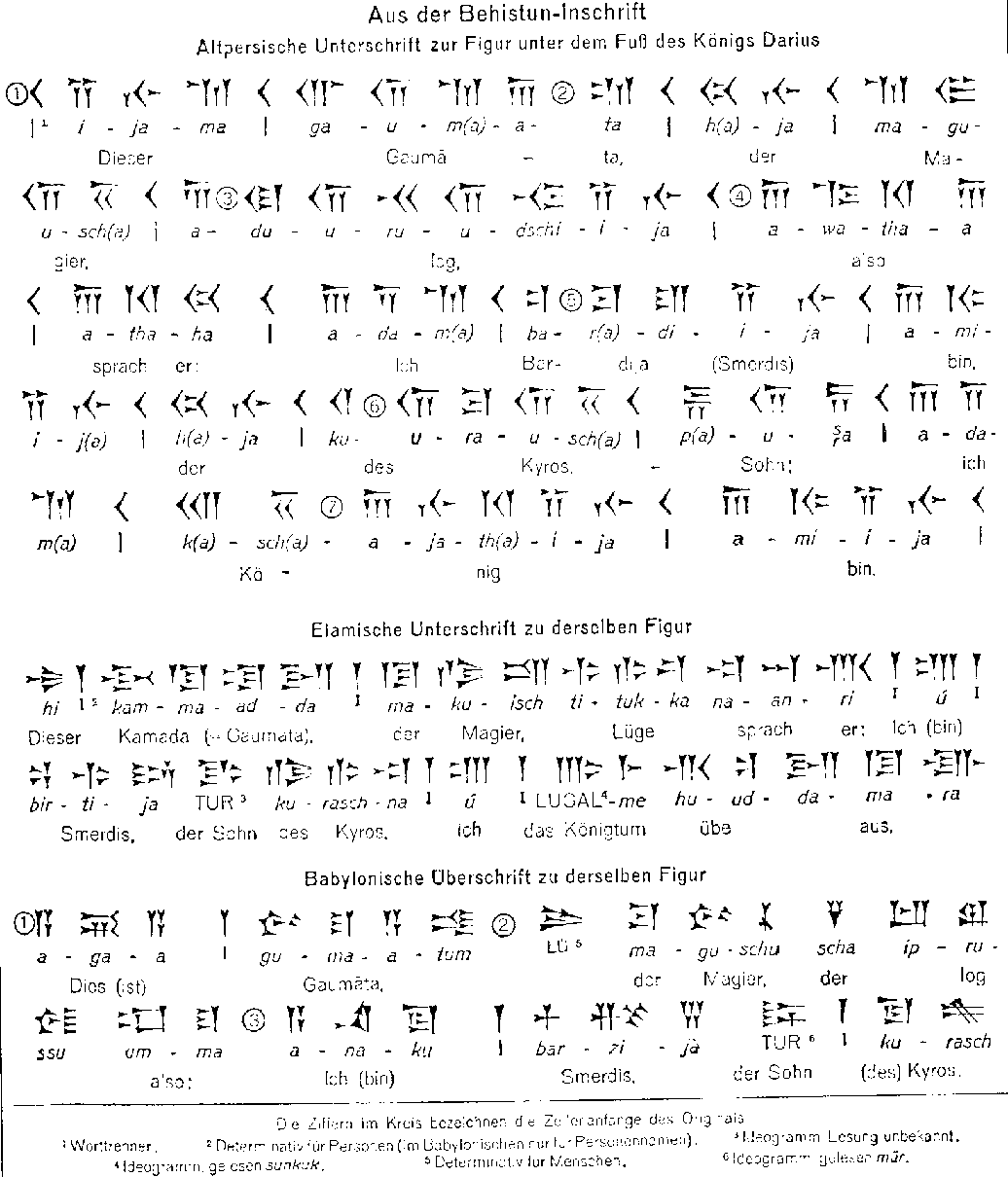
Пример расшифровки различных клинописей Бехистунской надписи

В Бехистунской надписи рассказывается о походе Камбиса в Египет и последовавших затем событиях. Согласно надписи, Камбис перед тем, как отправиться против египтян, велел тайно убить своего брата Бардию. Затем некий маг (жрец) Гаумата стал выдавать себя за Бардию и захватил престол. Камбис, двинувшийся в Персию, умер при загадочных обстоятельствах, а власть Гауматы была признана во всех странах огромной персидской державы. Но через семь месяцев, 29 сентября 522 г. до н. э., знатные персидские мужи тайно проникли во дворец, где находился Гаумата, и убили его. Один из заговорщиков, дальний родственник Камбиса, 28-летний Дарий, стал царём.
Об этих событиях рассказывают Геродот и другие древнегреческие историки, но их рассказы значительно отличаются от версии, изложенной в Бехистунской надписи. Некоторые современные историки считают, что в действительности Дарий убил Бардию, объявив его магом Гауматой, чтобы самому стать царём.
Сами же народы персидской державы были убеждены, что над ними царствует Бардия, сын Кира.

## Копии надписи

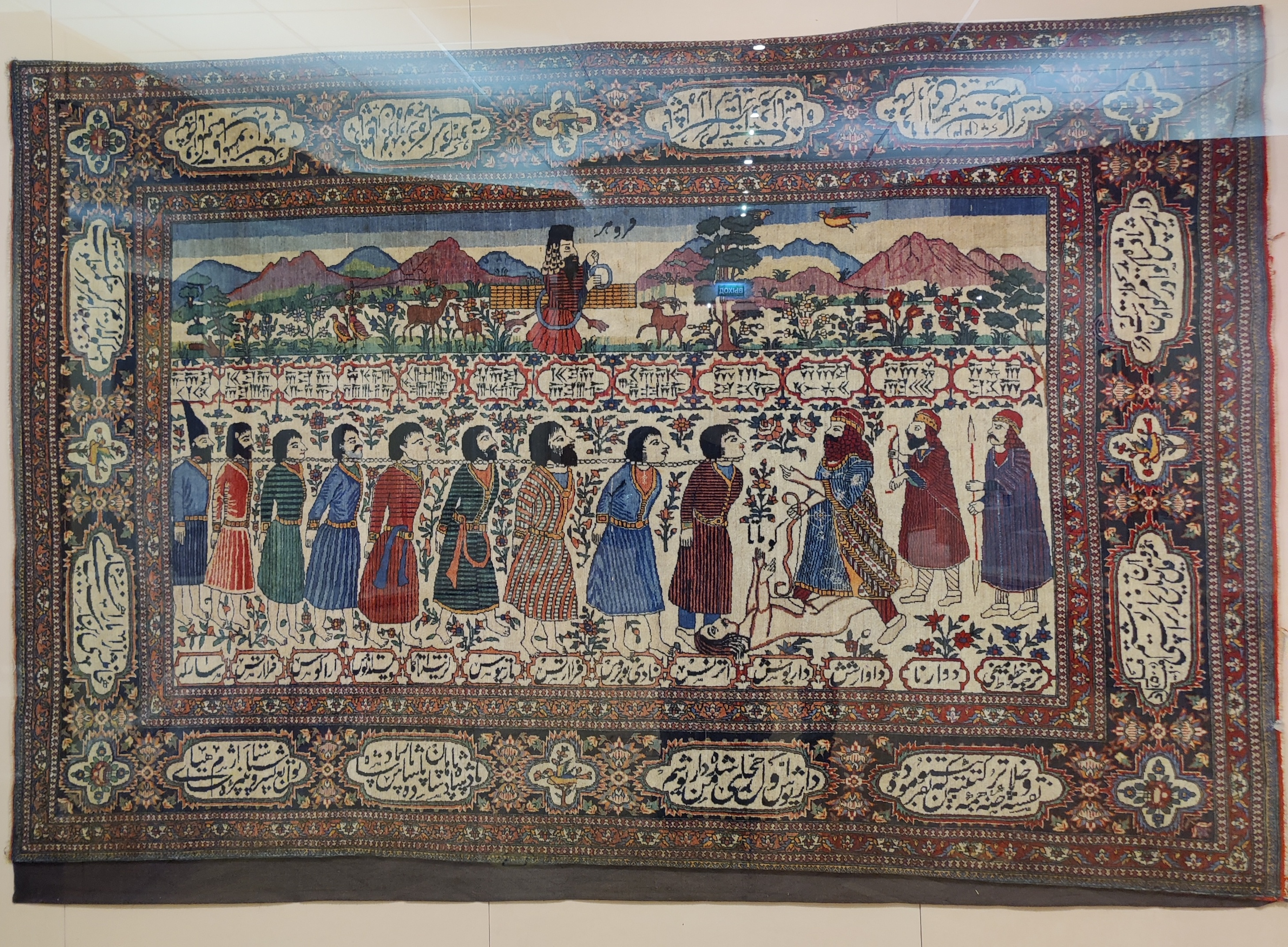
Ковёр XIX века из коллекции Музея Востока, созданный по мотивам надписи

Текст надписи представлен на трёх главных языках государства: древнеперсидском, то есть родном языке Дария, аккадском — языке вавилонян и ассирийцев, а также на эламском, на котором говорили эламиты, один из древнейших культурных народов, населявших юго-западные районы Ирана. Надпись была переведена и на многие другие языки, текст её разослан во все области государства. Один из таких экземпляров сохранился на папирусе из Египта. Он составлен на арамейском языке — официальном канцелярском языке всей персидской державы. В развалинах Вавилона была также обнаружена большая каменная глыба с высеченным на ней аккадским текстом Бехистунской надписи.
Дарий, который развернул большую пропагандистскую деятельность на главных языках Персидской империи, по всей вероятности, велел перевести Бехистунскую надпись и на греческий язык, а также распространить её среди греческого населения малоазийских городов. Сохранившиеся до нашего времени в Элефантине, в Египте на границе с Нубией, и в Вавилоне арамейский и аккадский варианты этой надписи и прямое указание надписи о том, что Дарий велел распространить свою версию о событиях 523—521 гг. по всем странам Персидской империи, не оставляют сомнений, что Бехистунская надпись была переведена на многие языки и распространена по всему государству. Библейские источники также подтверждают, что Ахемениды писали «в каждую область письменами её» и «к каждому народу на его языке».
Именно в Бехистунской надписи встречается первое упоминание об Армении (Армина (    ), причём в вавилонской версии надписи название «Армения» выступает синонимом Урарту. Восстание усмиряется в пяти сражениях двумя полководцами Дария (один из которых, Дадаршиш, был армянином или, как полагал И. М. Дьяконов, выходцем из Армении). Согласно Геродоту, армянские земли были включены в две ахеменидские сатрапии: 13-ю и 18-ю.

## Фильмография
- «История письменности» (англ. The Written Word) — научно-популярный фильм, снятый в 2005 г.